# 阿斯利庫利湖
54°18′46″N 54°34′38″E / 54.31278°N 54.57722°E

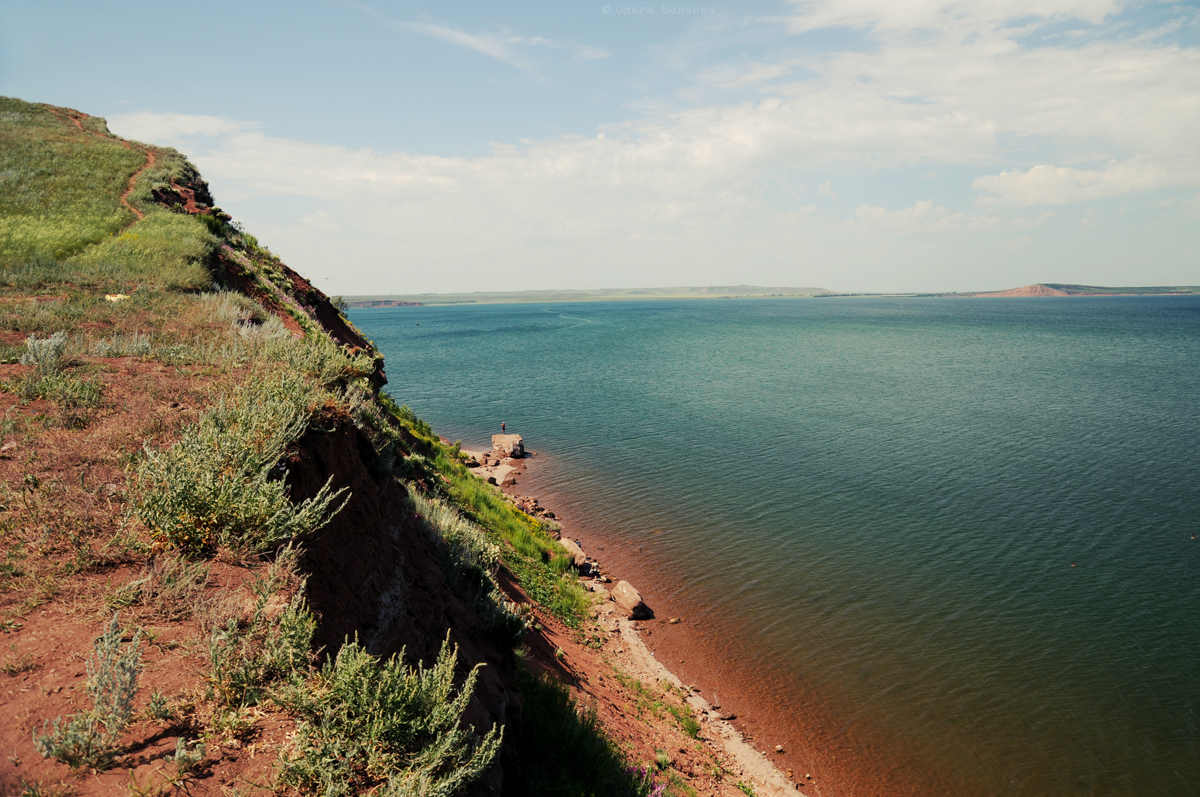

阿斯利庫利湖（俄语：Асликуль），是俄羅斯的湖泊，位於該國西南部，由巴什科爾托斯坦共和國負責管轄，長7公里、寬5公里，面積23.5平方公里，海拔高度221米，平均水深5.1米。